# 1905-ös orosz forradalom

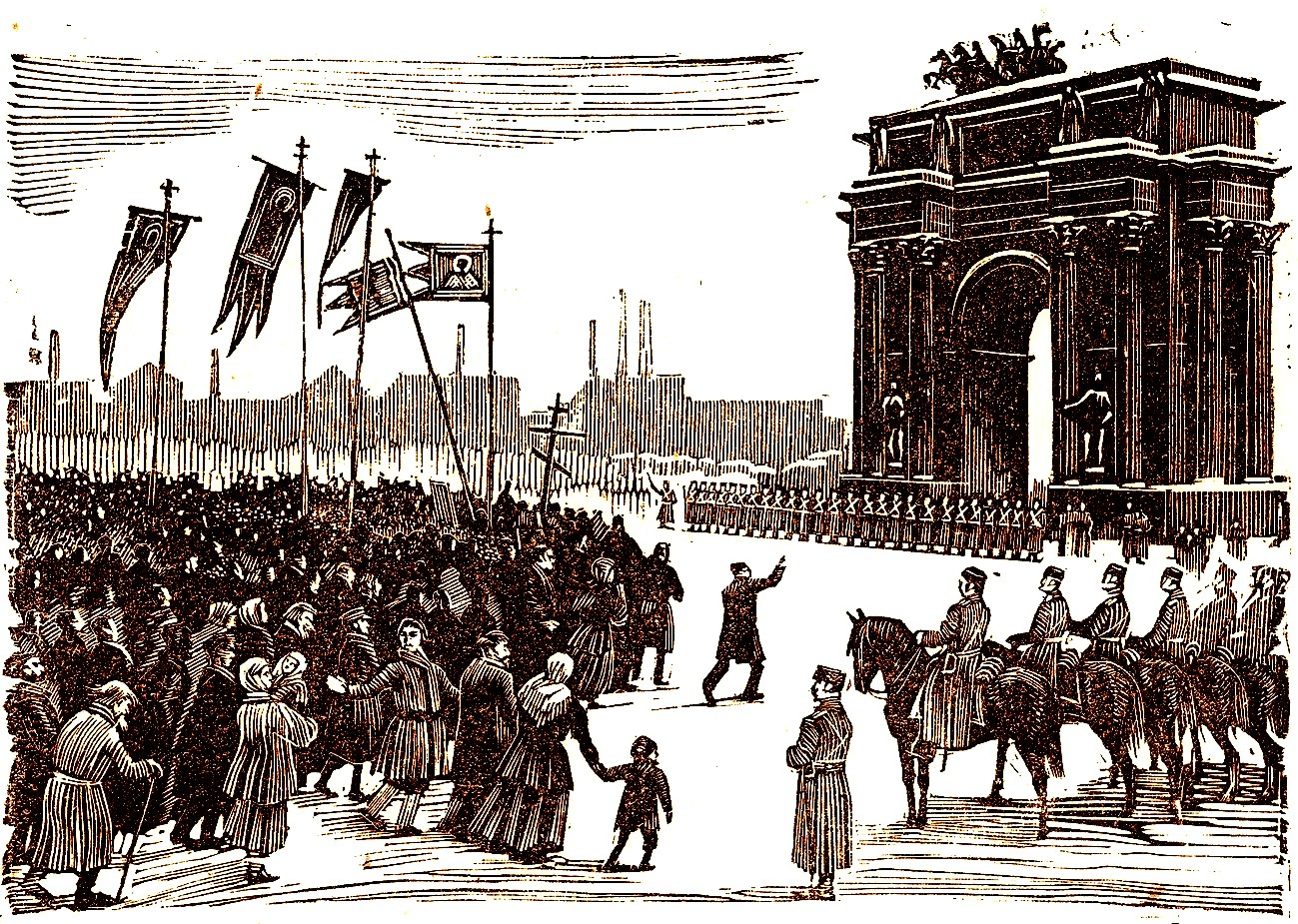
Békés felvonulás 1905. január 9-e reggelén, metszet

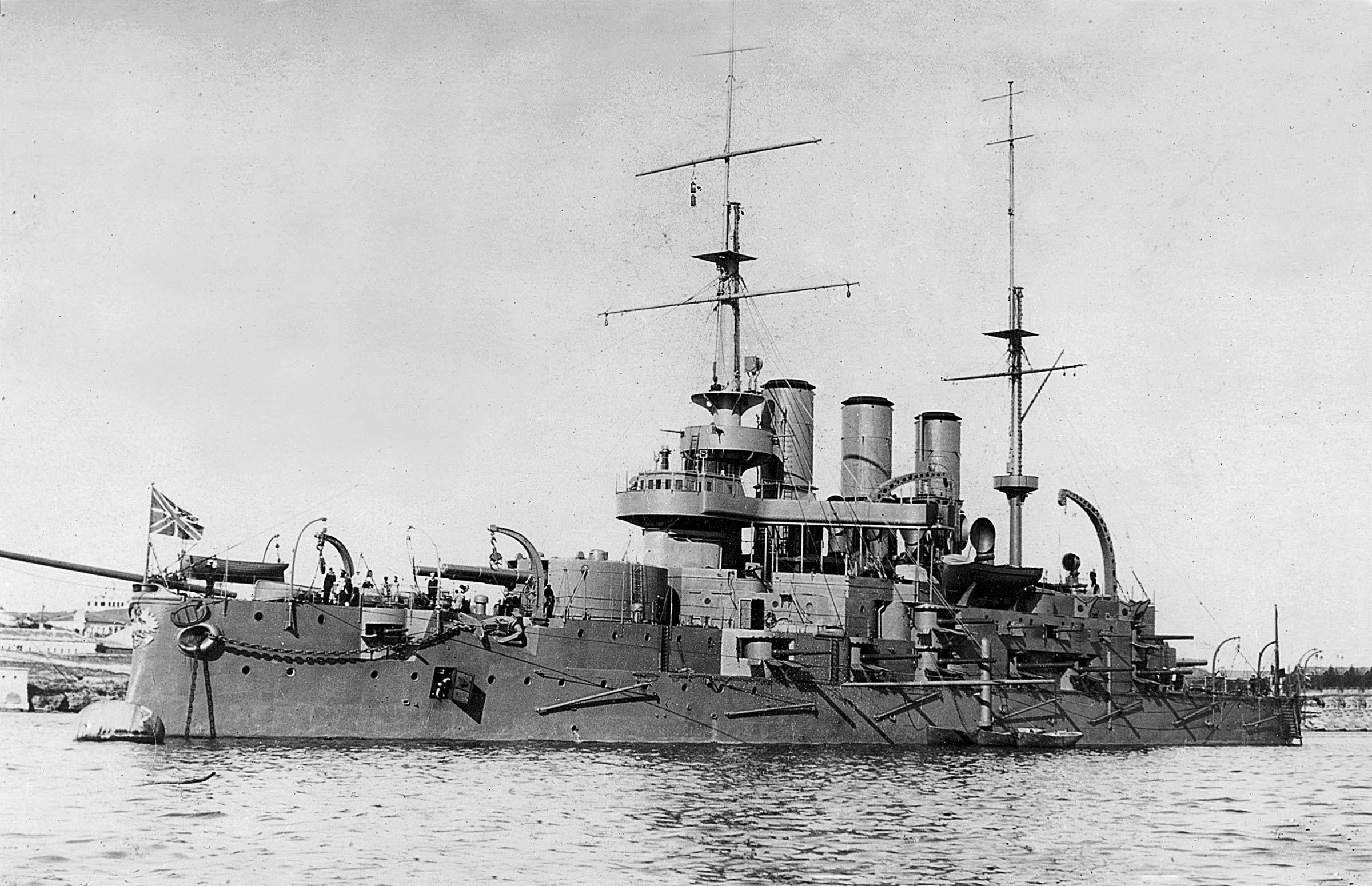
A Patyomkin páncélos a forradalom után a Pantyelejmon nevet kapta

Az 1905-ös orosz forradalom II. Miklós orosz cár uralkodása alatt, az orosz–japán háború miatti elégedetlenség és országos nélkülözés miatt bontakozott ki. A vereséggel végződő háború tovább rontott Oroszország amúgy is gyenge gazdasági helyzetén, s a cár tekintélye is megingott befolyásolhatósága miatt. A hatalmas, soknemzetiségű birodalomban súlyos etnikai problémák is voltak.
Már 1904-től forradalmi hangulat alakult ki az országban, és ez az egész 1905-ös év során fennmaradt. Az értelmiség körében egyesületek alakultak, politikai előadásokat, vitákat tartottak, helyenként diákmegmozdulások zajlottak. A liberálisabb érzelmű földbirtokosok a vidéki közigazgatás, a zemsztvo keretében tárgyaltak a szükséges reformokról, beadványokat írtak a cárhoz. A munkások sztrájkokat szerveztek, amelyek során gyakran politikai követeléseket is hangoztattak. A parasztok körében felkelések robbantak ki, amelyek gyakran földesurak házainak felégetésével és meggyilkolásukkal végződtek. A Japánnal szemben ekkor folyó háborúban elszenvedett súlyos vereségek a fegyveres erőkben is zendülésekhez vezettek.

## Története

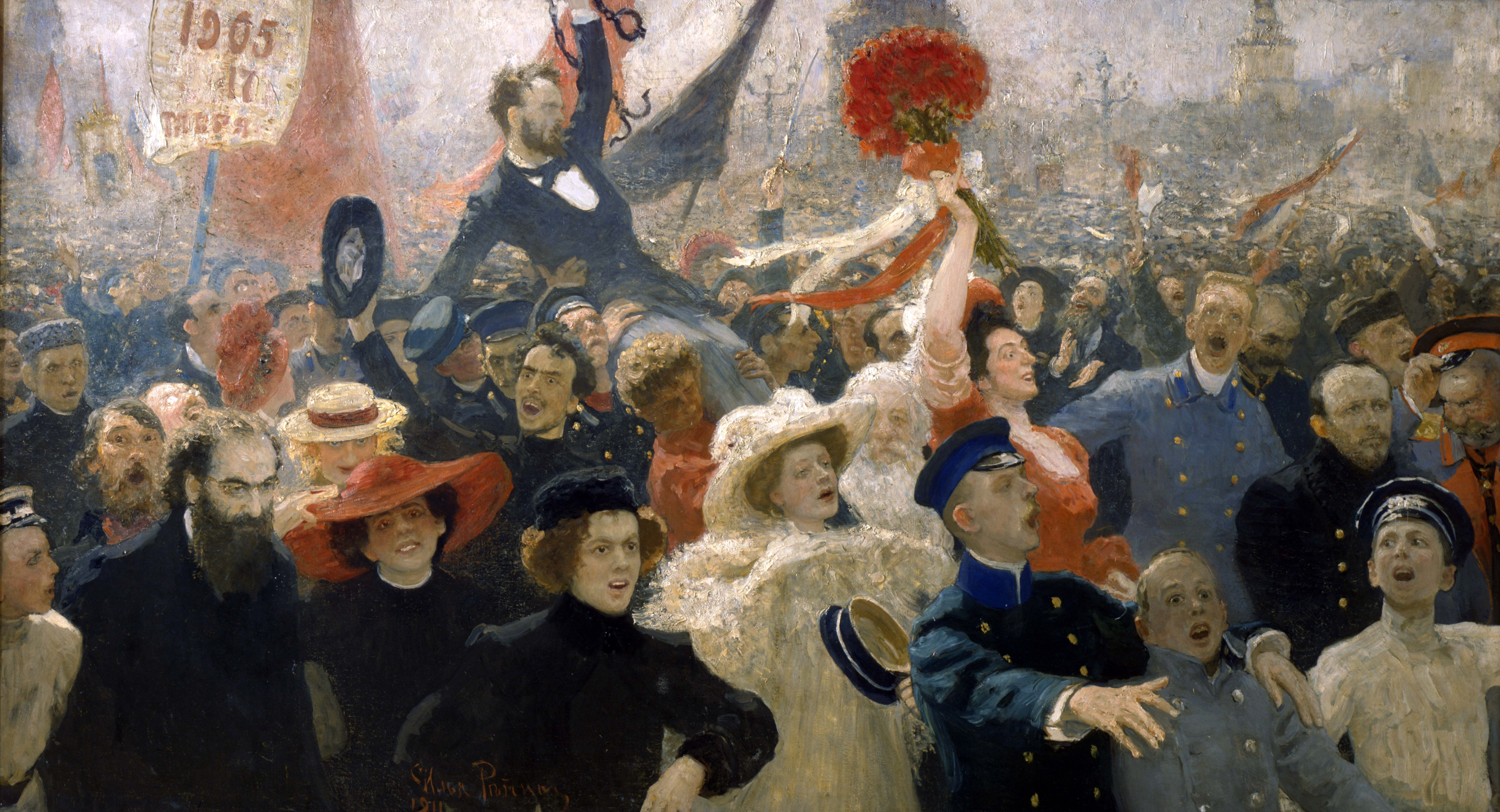
Örömünnep a cár októberi kiáltványa után (Repin festménye)

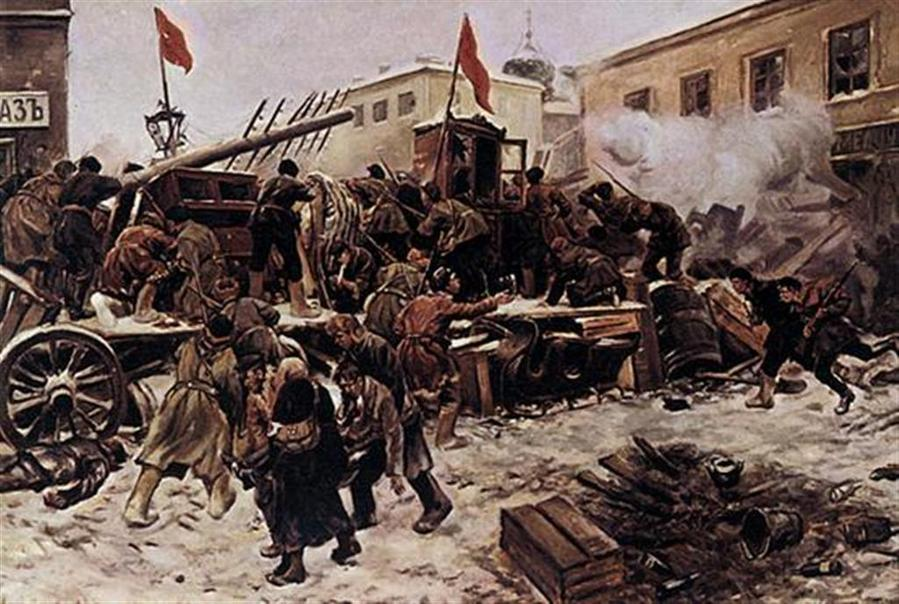
Barikádok Moszkvában 1905 decemberében. Művészi ábrázolás 1918 előttről

1905. január 9/22-én, vasárnap hajnalban különös tüntetés kezdődött az orosz fővárosban. A nyomor és éhínség ellen tüntető elkeseredett, javarészt munkanélküliekből álló tömeg a zavaros életű Georgij Apollonovics Gapon pópa vezetésével templomi zászlókkal vonult az uralkodó lakóhelye, a Téli Palota felé, hogy jobb életért könyörögjenek a cárnak. Ez a fellépés tulajdonképpen még az úgynevezett „zubatovi szocializmus” jegyében szerveződött. Szergej Vasziljevics Zubatov magas rangú rendőrtisztviselő ugyanis már 1902 óta igyekezett a rendőrség befolyása alatt álló munkásszervezeteket létrehozni annak érdekében, hogy a munkások mozgolódása ellenőrzés alatt maradjon.
A tömegtüntetés ellen a cár csapatokat vezényeltetett az utcára, és délelőtt számos helyen a tömegbe lőttek. Több száz áldozata lett a véres vasárnap nevet kapott eseménynek.
A szentpétervári vérontás nyomán országszerte földet követelő parasztmegmozdulások, tüntetések és sztrájkok bontakoztak ki, de a cári csapatok brutálisan leverték ezeket. Júniusban került sor az orosz hadiflotta egyik pre-dreadnought csatahajója, a Knyaz Potyomkin Tavricseszkij matrózainak zendülésére, amit a világhírű Patyomkin páncélos című korabeli némafilm dolgozott fel. A forrongás hatására 1905 augusztusában létrehozták a cár „tanácsadó testületét”, a dumát, ami első lépésnek látszott az alkotmányos monarchia felé. A további szükséges lépések azonban elmaradtak.
Az orosz–japán háborúban időközben Oroszország megalázó vereséget szenvedett és szeptemberben megkötötték a békét Portsmouthban. A vereség miatti csalódottság és a cár kompromisszumkészségének hiánya miatt a helyzet ismét eszkalálódott. Októberben vasúti sztrájk bénította meg a távolsági forgalmat az Orosz Birodalom egész területén. Szentpéterváron általános sztrájkot hirdettek, ami Moszkvára is átterjedt. A sztrájkoló városi dolgozók munkástanácsokat (szovjeteket) hoztak létre, megalakult a Szentpétervári Szovjet, vezetője rövid közjáték után az akkor 26 éves Lev Davidovics Trockij lett. Gyorsan növekedett az eszerek (Szociálforradalmi Párt) és az Oroszországi Szociáldemokrata Munkáspárt befolyása. A reakciós erők létrehozták feketeszázak szervezeteit, amelyek támadásokat indítottak értelmiségiek, forradalmárok és pogromokat hajtottak végre a zsidók ellen.
A további tömegmegmozdulások rákényszerítették a cárt, hogy 1905. október 17/30-án kiáltványban ismerje el a hatalmát valamelyest korlátozó intézményt, az Állami Dumát, mint kezdetleges parlamentet, valamint olyan szabadságjogokat, mint a szólásszabadság és a gyülekezési jog. A parasztok földköveteléseit azonban nem teljesítették, ezért további parasztlázadások törtek ki az országban, amelyeket aztán a következő hónapokban brutálisan levertek.
A politikai mozgalmakban részt vevő polgárság a cári októberi kiáltvány alapján ki is egyezett a cári kormányzattal. Létrehozták a liberális-konzervatív irányultságú  Október 17-e Szövetséget, azaz az oktobristák pártját. Mellette létrejött az (akkori fogalmak szerint) liberális Alkotmányos Demokrata Párt, a kadetek pártja.
A polgárság különböző erőinek összefogása azonban csak  társadalom kis részét képviselte, tömegerőt nem jelentett. Rajtuk kívül három nagy politikai tömegerő létezett: a szociáldemokraták, az eszerek – a tulajdonképpeni parasztpárt, akik jelentős terrortevékenységet folytattak a cári rendszer ellen, merényleteket hajtottak végre – és a szélsőjobboldali feketeszázak.
A cári memorandum egyik közvetlen hatása volt az úgynevezett „szabadság napjai” időszaka, egy hat hetes periódus december elejéig, amikor példátlan sajtószabadság érvényesült annak ellenére, hogy a cár elméletileg fenntartotta az úgynevezett provokatív tartalmak publikálásának tilalmát. Korábban elképzelhetetlen kritikus sajtótermékek, cikkek jelentek meg. A gyülekezési szabadság is érvényesült, Moszkvában négy hét alatt 400 politikai gyűlést tartottak a pártok és szervezetek.
A szociáldemokrata munkásmozgalom ekkoriban kapott erőre. Az első tulajdonképpeni szakszervezetek 1904-ben jöttek létre. 1905-ben az ösztönös forradalmiság több mint 160 ezer főre növelte a szociáldemokrácia bázisát. 67 szakszervezetet alapítottak Moszkvában, 58-at Szentpéterváron, legtöbbjüket 1905 novemberében. A munkástanácsok fegyveres osztagokat állítottak fel. Ez már kiváltotta a cári rendszer reakcióját, és 1905 decemberében véresen leverte a munkások megmozdulásait, visszaszerezte a januári „véres vasárnap” során elvesztett hatalmi pozícióit.
A levert forradalom közvetett eredményeinek, a kivívott reformoknak a korlátozottságát jól mutatja a választójogi törvény. Eszerint az Állami Duma választásain négy „kúriában” elektorokat választottak, akik aztán megválasztották a tényleges képviselőket. Amíg a földbirtokosok kúriájában (4 millió választó) 2000 választóra jutott egy elektor, a városiak kúriájában (14 millió) 4000, a parasztok kúriájában (78 millió) 30 000, a munkások kúriájában (21 millió) 90 000 választóra jutott egy elektor. A katonákat és a matrózokat, a nőket és a 25 év alattiakat kizárták a választásból. Az első választásokat a bolsevikok bojkottálták.
A cár azonban mindennek ellenére nagyon bizalmatlan volt a testülettel szemben. Különösen nyugtalanította, hogy a parasztok képviselői 1906-ban radikális javaslatokat tettek. Ezért hathetes ülésezés után feloszlatta a dumát. Az új választásokon a Lenin által korrigált taktika nyomán már részt vettek a bolsevikok is, összesen 65 szociáldemokrata került a testületbe, az összlétszám (514) 12%-a. Az eszerekkel (37 fő) együtt ez már tekintélyes rendszerellenes erő volt.
A munkásmozgalmon belül a bolsevizmus és a mensevizmus már elkülönülőben volt, de még csak a vezetők szintjén. A mensevikek a német munkásmozgalom példája alapján legális tömegpárt létrehozásában gondolkodtak, míg a bolsevikok ezt az önkényuralom, az Ohrana tevékenységének körülményei között ezt öngyilkosságnak tartották és illegális forradalmi élcsapat építését pártolták. Abban azonban egyetértettek, hogy céljuk a demokratikus köztársaság létrehozása és az alkotmányozó gyűlés összehívása.

## A forradalom emlékezete
Az 1905-ös események emléke nagy szerepet játszott az 1917-es oroszországi forradalmak kirobbanásában.
A forradalom 20. évfordulójának megemlékezései sorában mutatták be a Szovjetunióban 1925-ben a Patyomkin páncélos című némafilmet, Szergej Mihajlovics Eisenstein szovjet filmrendező világhírű alkotását.